# Israel López (Fußballspieler)

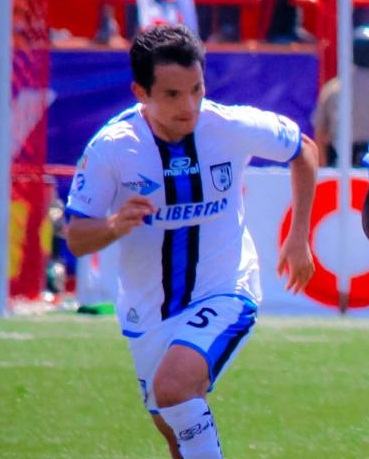
Israel López Hernández

Israel López Hernández (* 29. September 1974 in Mexiko-Stadt) ist ein mexikanischer Fußballspieler, der zurzeit bei Cruz Azul spielt. Der Mittelfeldspieler steht zudem im Kader der mexikanischen Fußballnationalmannschaft. 2004 nahm er auch bei den Olympischen Sommerspielen 2004 mit dem mexikanischen Nationalteam teil. Bisher spielte er bei UNAM Pumas, Deportivo Guadalajara und Deportivo Toluca. Seine Trikotnummer im Klub ist die 5.